# Carlos de Mesquita
Carlos de Mesquita (Santa Cruz das Flores, 14 de fevereiro de 1870 — Coimbra, 9 de maio de 1916), de seu nome completo Carlos Fernando de Mesquita Henriques, foi um poeta, ficcionista, professor e publicista açoriano que se distinguiu como ensaísta e crítico literário. Foi irmão do poeta simbolista Roberto de Mesquita.

## Biografia
Carlos Fernando de Mesquita Henriques nasceu em Santa Cruz das Flores a 14 de Fevereiro de 1870, sendo o primeiro filho de Maria Amélia de Freitas Henriques e do seu primo e marido António Fernando de Mesquita Henriques, proprietário, secretário da Administração do Concelho de Santa Cruz e pagador das Obras Públicas na ilha das Flores. A família estava ligada à pequena aristocracia florentina, tendo na ilha vasta parentela. Tinha também ligações familiares no Faial e na Terceira. De um casamento anterior, o pai tinha duas filhas.
Carlos de Mesquita iniciou os seus estudos no Outono de 1877, matriculando-se na escola régia de Santa Cruz das Flores, estabelecimento que frequentou até Junho de 1884, altura em que foi aprovado no exame do segundo grau da instrução primária. No Outono desse mesmo ano foi enviado para a ilha Terceira onde iniciou os estudos liceais, matriculando-se no Liceu de Angra do Heroísmo. No ano seguinte continuou em Angra do Heroísmo, agora já na companhia do seu irmão um ano mais novo, Roberto de Mesquita, que entretanto terminara os estudos primários nas Flores e também se matriculara no Liceu angrense.
Ficaram instalados num quarto em casa de uma família de apelido Dionísio, de origem florentina, iniciando-se nas questões literárias e de criação poética. Mas, quando no final desse ano lectivo ambos reprovaram, aparentemente por interferência de um professor florentino que leccionava em Angra e que teria uma querela com a família, o pai decidiu transferi-los para o Liceu da Horta, onde se matricularam a partir do ano lectivo de 1886/1887.
Ao contrário de Roberto, que não termina os estudos liceais, Carlos de Mesquita conclui os preparatório liceais em 1890, matriculando-se em Outubro desse ano no curso de Direito da Universidade de Coimbra.
Carlos de Mesquita liga-se em Coimbra aos grupo dos jovens poetas simbolistas e a uma tertúlia ideologicamente avançada para a época, onde se incluía o seu primo Fernando de Sousa, que desde 1890 era um activo propagandista do republicanismo. Enquanto estudante, foi considerado o chefe de fila do movimento simbolista, tido pelos contemporâneos como uma das melhores cabeças da sua geração.
Terminou o curso jurídico em Julho de 1895, deslocando-se então, pela última vez, às Flores. Ali desentende-se com o pai, que entendia que ele devia voltar de imediato aos Açores e abrir escritório de advogado, e regressa a Coimbra em Setembro, renunciando à mesada paterna.
Para se sustentar, entre 1895 e 1897 dá lições particulares e emprega-se como jornalista, trabalhando como redactor do periódico O Tribuno Popular.
Em 1897 fixa-se em Viseu, empregando-se como professor liceal. Casa com uma senhora originária de Chamusca da Beira, concelho de Oliveira do Hospital, de quem tem uma filha. Em Viseu foi um dos promotores da publicação da revista literária Ave Azul (1899-1900), um projecto que marcou o panorama cultural português dos anos finais do século XIX e também se encontra colaboração da sua autoria na revista Serões (1901-1911). 
A partir de 1911 passa a exercer o cargo de professor extraordinário de Literatura Inglesa, e interinamente de Literatura Francesa, na Faculdade de Letras da Universidade de Coimbra. Dedica-se à composição poética e à tradução de poesia inglesa, francesa e alemã, da qual produz excelentes versões portuguesas.
Dedica-se ao estudo do romantismo inglês, iniciando a escrita de um livro sobre o temo, cujo primeiro volume, sobre as origens do movimento, publica em 1913. Entretanto mantém intensa colaboração na imprensa periódica, com destaque para os jornais de Coimbra e Viseu, mas também publicando na sua terra natal e na cidade da Horta.
Com apenas 46 anos de idade, falece subitamente em Coimbra, a 9 de Maio de 1916. Deixa a viúva e a filha numa situação económica difícil.
Carlos de Mesquita foi crítico e ensaísta de mérito, mas também poeta e ficcionista. A sua obra está dispersa por várias publicações, sendo de suspeitar que parte importante permanece inédita. Da sua produção poética conhece-se um conjunto de poemas originais e traduzidos; das obras de ficção que escreveu apenas se conhece um fragmento de romance O Estrangeiro (inédito) e dois ou três contos. A área onde maior produção publicou foi como crítico e ensaísta, com destaque para a obra As Origens do Romantismo Inglês (de que apenas publicou o primeiro volume), mas são numerosas as críticas e ensaios dispersos por diversos periódicos. Pedro da Silveira reuniu o seu epistolário, o qual consta do espólio entregue por aquele investigador à Biblioteca Nacional de Lisboa, acompanhado por outros materiais reunidos da obra de Carlos de Mesquita e de indicações bibliográficas.